# Vágó Artúr
Vágó Artúr, született Weisz, névváltozata: Vágó Arthur (Budapest, 1896. augusztus 12. – Budapest, 1970. november 13.) gépészmérnök, egyetemi tanár, a műszaki tudományok kandidátusa (1952).

## Élete
Weisz Mór könyvelő és Goldstein Matild gyermekeként született zsidó családban. Tanulmányait a budapesti József Műegyetem gépészmérnöki karán kezdte az első világháború kitörésének évében. Két évvel később behívták katonai szolgálatra, és tíz hónapot töltött a fronton. 1917-ben orosz fogságba esett, ahonnan csak 1921-ben térhetett haza. Egyetemi tanulmányait anyagi okokból megszakítással folytatta; egy évig a Csepeli Posztógyárban kisegítő technikusként dolgozott. Oklevelét 1925 márciusában szerezte meg.
Pályáját az Egyesült Izzólámpagyár mechanikai osztályán kezdte, ahol vasúti biztosító berendezések és távbeszélőközpontok tervezésében vett részt. Az ebből az osztályból 1928-ban kialakult Standard Villamossági Rt.-nél dolgozott mint mérnök, cégvezető főmérnök, 1949-től műszaki aligazgató. 1950-ben a Távközlési Kutató Intézet (TKI) Távbeszélőtechnika Osztályának vezetője lett. Ugyancsak 1950-től kezdve oktatott az Állami Műszaki Főiskolán, 1951-től a Budapesti Műszaki Egyetemen meghívott előadó, illetve tanszékvezető egyetemi tanár a vezetékes híradástechnikai tanszéken. 1951 és 1954 között a műszaki egyetem villamosmérnöki karának dékánja volt, s ez idő alatt alakult át az Állami Műszaki Főiskola az egyetem esti tagozatává, és indult meg a karon a műszerszakos képzés. Tevékenyen részt vett a Híradástechnikai Tudományos Egyesület munkájában, amelynek alapításától elnökségi tagja volt és több éven át vezette a Tudományos Ismeretterjesztő Társulat (TIT) budapesti szakosztályát.
Házastársa Vajda Ilona volt, Vajda János és Weisz Ilona lánya, akit 1929. július 16-án Budapesten, a Terézvárosban vett nőül.

## Főbb művei
- Helyközi távbeszélő központok (Budapest, 1953)
- Távbeszélőtechnika (Budapest, 1954)
- Telefonalközpontok (Budapest, 1955)

## Díjai, elismerései
- Munka Érdemrend ezüst fokozata (1966)
- Puskás Tivadar-emlékérem (1968)